# Crisis on Infinite Earths (Arrowverso)
«Crisis on Infinite Earths» es el sexto evento cruce anual del Arrowverso, que presenta episodios de las series de televisión de acción en vivo Supergirl, Batwoman, The Flash, Arrow y Legends of Tomorrow en The CW. Los episodios de Supergirl, Batwoman y The Flash se emitieron en diciembre de 2019, mientras que los episodios de Arrow y Legends of Tomorrow se emitieron en enero de 2020. Además, los eventos en el episodio de Black Lightning «The Book of Resistance: Chapter Four: Earth Crisis», que se transmitirá entre Batwoman y The Flash, también se vinculará al cruce. Un cómic de dos números también se unirá al cruce, presentando personajes y conceptos que no pueden aparecer en los episodios de acción real.
«Crisis on Infinite Earths», inspirada en el cómic del mismo nombre, continúa las tramas establecidas en el cruce anterior, «Elseworlds». Además, los episodios anteriores de la octava temporada de Arrow y gran parte de la sexta temporada de The Flash sirven como preludio del cruce. En «Crisis on Infinite Earths», el Monitor reúne a Flecha Verde, Flash, Supergirl, Batwoman, a las Leyendas y siete héroes de todo el multiverso para evitar que Antimonitor destruya toda la realidad.
Las alusiones a «Crisis on Infinite Earths» comenzaron en 2014, con el episodio piloto de The Flash. La adaptación de la historia del cómic comenzó en serio durante el desarrollo de «Elseworlds», con el título del cruce revelado al final de «Elseworlds» en diciembre de 2018. A mediados de 2019, se revelaron varios cástines que, incluidos actores que anteriormente interpretaron a personajes de DC en otros medios, como Burt Ward y Kevin Conroy, aparecerían en el cruce. «Crisis on Infinite Earths» también verá a miembros del elenco de la serie Black Lightning de The CW aparecer y cruzarse con el Arrowverso por primera vez, junto con actores repitiendo sus ex papeles de las series de televisión de The WB y The CW Smallville, y Birds of Prey. La filmación tuvo lugar desde finales de septiembre de 2019 hasta principios de noviembre de 2019.

## Sinopsis

### Preludio
Para prepararse para la crisis que se avecina, el Monitor recluta a Oliver Queen para ayudarlo a atravesar y advertir al multiverso, lleva al hermano de J'onn J'onzz, Malefic a Tierra-38, y recupera el cadáver de Lex Luthor. Barry Allen e Iris West-Allen se enteran de que la fecha de la crisis se ha movido desde 2024 hasta diciembre de 2019, y que para salvar miles de millones de vidas, Flash debe morir. Barry viaja a Tierra-3 para ver a Jay Garrick y Joan Williams, quienes han estado rastreando la antimateria que aparece en todo el multiverso. Envían la mente de Barry hacia adelante a tiempo, haciendo que vea miles de millones de líneas de tiempo donde se destruye el multiverso y una en la que muere salvándolo. Mientras tanto, el Monitor envía a Oliver a Tierra-2 para recuperar partículas de estrella enana, donde es testigo de la destrucción de Tierra-2 a partir de una ola de antimateria. Cuando regresa a Tierra-1, el Monitor lo desvía a Hong Kong para recuperar al biofísico Robert Wong, quien ha recreado el virus Alpha-Omega; y Wong es puesto bajo custodia de ARGUS. De vuelta en Ciudad Star, William Clayton, Connor Hawke y Mia Smoak misteriosamente viajan en el tiempo desde 2040 hasta el presente. Oliver y John Diggle eventualmente aprenden que Lyla Michaels ha estado trabajando con el Monitor. El Monitor coloca a Oliver y Laurel Lance en un bucle temporal compartido, que le permite a Laurel despedirse de Quentin Lance y Oliver a aceptar que no puede cambiar su destino en la crisis. Fuera del bucle, el dúo se encuentra en Lian Yu junto con Diggle y El Monitor visita Tierra-38 para contactar a J'onn, diciéndole que él pasó su prueba después de haber salvado a Malefic y que está listo para la crisis. De vuelta en su espacio, notifica a un Lex ahora revivido que su mente es necesaria para la próxima crisis. Nash Wells, un doppelgänger de Harrison Wells, obtiene acceso a la tumba del Monitor debajo de Ciudad Central, transformándolo en Pariah.

### Trama
Cuando comienza la crisis, la ola de antimateria destruye innumerables universos paralelos. Mientras tanto, en Tierra-38 , Brainiac 5 detecta la onda de antimateria que se acerca a Argo City , lo que lleva a Kara Danvers a advertir a su madre Alura Zor-El, a su primo Clark Kent y a su esposa Lois Lane. Clark y Lois logran enviar a su hijo Jonathan en una cápsula de escape a la Tierra, justo cuando la ola arrasa con Argo. Al otro lado de Tierra-1, Harbinger trae a Oliver, Mía, Barry, Kate Kane , Sara Lance y Ray Palmer a Tierra-38. Mientras Harbinger también rescata a los Kent de Argo, Alura no tuvo tanta suerte. Harbinger informa a los héroes reunidos sobre la amenaza del Anti-Monitor, cuando el Monitor levanta una torre cuántica para impedir la ola de antimateria, mientras que la DEO y Lena Luthor trabajan para evacuar a los habitantes de Tierra-38 a Tierra-1. Brainy localiza la cápsula de Jonathan, la cual aterrizó en Star City de 2040 en Tierra-16, por lo que él, Lois y Sara se van a buscarlo mientras los otros se quedan para defender al planeta de los Demonios Sombra, ejército del Anti-Monitor. En preparación para su muerte, Oliver le pasa el manto de Green Arrow a su hija, Mía. Sin embargo, cuando se entera de que Barry está destinado a morir, discute con el Monitor sobre el trato que hicieron el año pasado. Los héroes defienden la torre y logran vencer de momento al ejército de Demonios Sombra, hasta que el Monitor los teletransporta a Tierra-1, considerando que la batalla está perdida. Negándose a irse, Oliver anula temporalmente los poderes de Monitor y se queda atrás para asegurarse de que el éxodo tenga éxito. De vuelta en Tierra-1, el equipo de Lois regresa con Jonathan antes de que el Monitor traiga a un moribundo Oliver para despedirse, comentando que no era así como se suponía que moriría. Nash, ahora convertido en "Pariah" por liberar al Anti-Monitor, aparece y anuncia que los eventos han cambiado y que todo está condenado.
Harbinger arriba a Tierra-74 para reclutar a Mick Rory y la Waverider de esa Tierra por lo que los héroes pueden usar su Waverider como su base de operaciones ya que las Leyendas de Tierra-1 no se encontraban disponibles. A raíz de la muerte de Oliver, que no puede deshacer debido al creciente poder del Anti-Monitor, el Monitor consulta el Libro del Destino y se entera de siete Paragones que podrían cambiar el rumbo; el "Paragon de la esperanza", Kara; el "Paragon del Destino", Sara; el "Paragon de la Verdad", un Superman que ha sufrido "más que cualquier hombre mortal"; y el "Paragon del Coraje", que se describe como un "Murciélago del Futuro". Clark, Lois e Iris localizan al segundo Superman en la Tierra-96, aunque Lex usa el Libro del Destino para controlar mentalmente a Clark-96 y hace que tanto Clark-96 como Clark-38 se enfrenten por toda Metrópolis hasta que Lois noquea a Lex. Kara y Kate viajan a Tierra-99 , donde este último no puede reclutar a un anciano lisiado Bruce Wayne , que se convirtió en un asesino. Bruce es asesinado accidentalmente en una acalorada confrontación con Kate y Kara. En otra parte de Tierra-18, Sara, Barry, Mía y John Constantine llevan el cuerpo de Oliver a un Pozo de Lázaro en un intento de resucitarlo, pero la antimateria acumulada en todo el multiverso les impide recuperar su alma. De vuelta en la Waverider, el Monitor le asigna a Ray la tarea de construir un "detector de Paragon", que identifica a Kate como la verdadera "Paragon del Coraje". Sin el conocimiento de todos, Harbinger es contactada en secreto por el Anti-Monitor.
Con la ayuda de Cisco Ramón , el "detector de Paragon" de Ray identifica a Barry como el "Paragon del Amor", J'onn J'onzz como el "Paragon del Honor" y el científico de Ivy Town, Ryan Choi, como el "Paragon de la Humanidad". Iris, Ray y Ralph Dibny intentan reclutar a un Choi reacio, que finalmente cumple cuando Iris le asegura que las personas comunes también pueden ser héroes. Después de que el Monitor restaura los poderes de Cisco, él, Barry y Caitlin Snow se encuentran con Pariah en la cámara del Anti-Monitor debajo de Central City, donde encuentran un cañón de antimateria impulsado por el Flash de la Tierra-90. Cuando Cisco libera a Barry-90, el cañón se vuelve crítico, por lo que Pariah recluta a Black Lightning de su Tierra recientemente destruida para contener la energía. Barry-1 se ofrece como voluntario para destruir el cañón, lo que resultaría en su muerte profetizada. Sin embargo, Barry-90 lo detiene, alegando que el Monitor no especificó qué Flash moriría en la Crisis y toma el lugar de Barry-1. Mientras tanto, Constantine, Mía y Diggle visitan a Lucifer Morningstar en Tierra-666 para obtener su ayuda al ingresar al Purgatorio para recuperar el alma de Oliver. Antes de que puedan irse, Jim Corrigan aparece y otorga el poder del Espectro a Oliver. Él acepta, y el equipo de Constantine regresa a la Waverider sin él. Mientras los héroes se reagrupan, el Anti-Monitor envía una Harbinger manipulada, para matar al Monitor y para que pueda absorber su poder y terminar de destruir el multiverso que hasta ese momento solo quedaba Tierra-1. Antes de que los héroes restantes y Tierra-1 sean destruidos, Pariah envía los Paragones al Punto de Fuga para mantenerlos a salvo, donde presencian que Lex reemplaza a Superman-96 consigo mismo usando una página del Libro del Destino.
Un flashback al planeta Maltus, hace 10,000 años muestra a Mar Novú experimentando con el viaje en el tiempo para presenciar el nacimiento del universo, solo para terminar accidentalmente en el universo de antimateria y revelar la existencia del multiverso al Anti-Monitor. En los meses posteriores a la destrucción del multiverso, los Paragones han luchado por sobrevivir fuera del tiempo y el espacio. Una vez que Corrigan le enseña a usar el poder del Espectro, Oliver se dirige al Punto de Fuga para rescatar a los Paragones y fortalecer los poderes de Barry. Con su mayor velocidad, Barry deja a Kara, Choi y Lex en Maltus, pero pierde a todos los demás a través de la Speed-Force después de ser atacado por el Anti-Monitor. A pesar de un esperado doble cruce de Lex, Kara y Choi convencen a Novú de no llevar a cabo sus planes. Una vez que Barry recupera a todos, llegan a los albores del tiempo, solo para saber que el Anti-Monitor siempre se enterará de la existencia del multiverso, ya que siempre habrá un Novú en el multiverso que no puede renunciar a sus ambiciones. Los Paragones luchan contra el Anti-Monitor y sus Demonios Sombra, mientras Oliver como espectro se enfrenta al Anti-Monitor, batalla en la que Oliver vence,y usa el poder del Espectro para restaurar el multiverso, con los Paragones brindando asistencia adicional a través de la página del Libro del Destino de Lex. Como resultado, sin embargo, Oliver muere por segunda y última vez en los brazos de Barry y Sara.
Al despertar en el universo recién recreado, los Paragones descubren que son los únicos que recuerdan la Crisis y que tanto Tierra-38 como la Tierra-73 de Jefferson se fusionaron con la Tierra-1 en un universo compuesto más tarde designado como Tierra-Prime, entre otros cambios en todo el multiverso. Mientras J'onn usa sus poderes psiónicos para poner a sus aliados al día, Sara intenta encontrar a Oliver, aunque sin éxito. Más tarde esa noche, los Paragones son atacados por Demonios Sombra. Un Nash restaurado y arrepentido descubre que el Anti-Monitor todavía está vivo y conspira para renovar su destrucción del multiverso. Para detenerlo de una vez por todas, Nash, Ray, Barry y Choi trabajan para desarrollar una bomba capaz de reducir al Anti-Monitor por la eternidad mientras los otros héroes lo distraen, mientras tanto los héroes se reúnen para enfrentar al Anti-Monitor en el puerto de Star City, sin embargo el tiene la habilidad para aumentar su estatura y hacerse gigante lo cual complica las cosas. Una vez que está terminada la bomba, Kara lo usa en el Anti-Monitor, enviándolo al micro-verso. Algún tiempo después, Barry, Kara, Sara, Kate, Clark, J'onn y Jefferson celebran un servicio conmemorativo para Oliver antes de aceptar unirse como una liga de héroes para proteger su nuevo mundo en la memoria de Oliver.

## Elenco y personajes

### Principales y recurrentes
| Actor                 | Personaje                              | Episodio  | Episodio  | Episodio        | Episodio     | Episodio            |
| Actor                 | Personaje                              | Supergirl | Batwoman  | The Flash       | Arrow        | Legends of Tomorrow |
| --------------------- | -------------------------------------- | --------- | --------- | --------------- | ------------ | ------------------- |
| Melissa Benoist       | Kara Danvers / Kara Zor-El / Supergirl | Principal | Invitada  | Invitada        | Invitada     | Invitada            |
| Chyler Leigh          | Alex Danvers                           | Principal |           |                 |              | Invitada            |
| Katie McGrath         | Lena Luthor                            | Principal |           |                 |              |                     |
| Jesse Rath            | Querl «Brainy» Dox / Brainiac 5        | Principal |           |                 |              |                     |
| Nicole Maines         | Nia Nal / Dreamer                      | Principal |           |                 |              | Invitada            |
| Azie Tesfai           | Kelly Olsen                            | Principal |           |                 |              |                     |
| LaMonica Garrett      | Mar Novu / Monitor                     | Principal | Principal | Principal       | Principal    |                     |
| LaMonica Garrett      | Mobius / Anti-Monitor                  |           | Principal | Principal       | Principal    | Principal           |
| David Harewood        | J'onn J'onzz / Detective Marciano      | Principal |           | Invitado        | Invitado     | Invitado            |
| Stephen Amell         | Oliver Queen / Green Arrow (Tierra-1)  | Invitado  | Invitado  | Invitado        | Principal    | Voz                 |
| Stephen Amell         | Oliver Queen / Green Arrow (Tierra-16) | Invitado  |           |                 |              |                     |
| Caity Lotz            | Sara Lance / White Canary              | Invitada  | Invitada  | Invitada        | Invitada     | Principal           |
| Brandon Routh         | Ray Palmer / Atom                      | Invitado  | Invitado  | Invitado        | Invitado     | Principal           |
| Brandon Routh         | Clark Kent / Superman (Tierra-96)      |           | Invitado  | Invitado        |              | Invitado            |
| Tom Cavanagh          | Nash Wells / Pariah                    | Invitado  |           | Principal       |              | Invitado            |
| Katherine McNamara    | Mia Smoak                              | Invitada  | Invitada  | Invitada        | Sólo crédito |                     |
| Tyler Hoechlin        | Clark Kent / Superman                  | Invitado  | Invitado  | Invitado        | Invitado     | Invitado            |
| Elizabeth Tulloch     | Lois Lane (Tierra-38)                  | Invitada  | Invitada  | Invitada        | Invitada     | Invitada            |
| Elizabeth Tulloch     | Lois Lane (Tierra-75)                  |           | Invitada  |                 |              |                     |
| Ruby Rose             | Kate Kane / Batwoman                   | Invitada  | Principal | Invitada        | Invitada     | Invitada            |
| Grant Gustin          | Barry Allen / Flash                    | Invitado  | Invitado  | Principal       | Invitado     | Invitado            |
| Audrey Marie Anderson | Lyla Michaels / Harbinger              | Invitada  | Invitada  | Invitada        |              | Invitada            |
| Camrus Johnson        | Luke Fox (Tierra-99)                   |           | Principal |                 |              |                     |
| Candice Patton        | Iris West-Allen                        |           | Invitada  | Principal       |              |                     |
| Dominic Purcell       | Mick Rory / Heat Wave (Tierra-74)      |           | Invitado  |                 |              |                     |
| Dominic Purcell       | Mick Rory / Heat Wave (Tierra-1)       |           |           |                 |              | Principal           |
| Jon Cryer             | Lex Luthor                             |           | Invitado  | Invitado        | Invitado     | Invitado            |
| Matt Ryan             | John Constantine                       |           | Invitado  | Invitado        |              | Sólo crédito        |
| Wentworth Miller      | Leonard I.A                            |           | Invitado  | Invitado        |              |                     |
| Danielle Panabaker    | Caitlin Snow / Killer Frost            |           |           | Principal       |              | Invitada            |
| Carlos Valdés         | Cisco Ramon / Vibe                     |           |           | Principal       |              |                     |
| Hartley Sawyer        | Ralph Dibny / Elongated Man            |           |           | Principal       |              |                     |
| David Ramsey          | John Diggle / Spartan                  |           |           | Invitado        | Principal    | Invitado            |
| Cress Williams        | Jefferson Pierce / Black Lightning     |           |           | Invitado        |              | Invitado            |
| Osric Chau            | Ryan Choi                              |           |           | Invitado        | Invitado     | Invitado            |
| Rick González         | René Ramírez / Wild Dog                |           |           | Archive footage | Sólo crédito | Invitado            |
| Juliana Harkavy       | Dinah Drake                            |           |           | Archive footage | Sólo crédito | Invitada            |
| Katie Cassidy         | Laurel Lance                           |           |           |                 | Principal    |                     |
| Jes Macallan          | Ava Sharpe                             |           |           |                 |              | Principal           |
| Nick Zano             | Nate Heywood                           |           |           |                 |              | Principal           |

- Nota: A pesar de ser acreditados, Andrea Brooks, Julie Gonzalo y Staz Nair no aparecen en el episodio de Supergirl; Danielle Nicolet y Jesse L. Martin no aparecen en el episodio de The Flash; Rick González, Juliana Harkavy, Katherine McNamara, Ben Lewis y Joseph David-Jones no aparecen en el episodio de Arrow; Maisie Richardson-Sellers, Tala Ashe, Courtney Ford, Olivia Swann, Amy Louise Pemberton y Matt Ryan no aparecen en el episodio de Legends of Tomorrow.

### Invitados
| Supergirl - Erica Durance como Alura Zor-El (Tierra-38) - Burt Ward como Dick Grayson (Tierra-66) - Robert Wuhl como Alexander Knox (Tierra-89) - Griffin Newman como presentador - Wil Wheaton como protestante - Alan Ritchson como Hank Hall / Hawk (Tierra-9) - Curran Walters como Jason Todd / Robin (Tierra-9) - Russell Tovey como Ray Terrill / Ray (Tierra-X) Batwoman - Tom Welling como Clark Kent (Tierra-167) - Kevin Conroy como Bruce Wayne (Tierra-99) - Johnathon Schaech como Jonah Hex (Tierra-18) - Erica Durance como Lois Lane (Tierra-167) The Flash - Ashley Scott como Helena Kyle / Huntress (Tierra-203) - Stephen Lobo como Jim Corrigan - John Wesley Shipp como Barry Allen / Flash (Tierra-90) - Tom Ellis como Lucifer Morningstar (Tierra-666) - Dina Meyer como Barbara Gordon / Oracle (Tierra-203) | Arrow - Stephen Lobo como Jim Corrigan - Ezra Miller como Barry Allen / Flash (Universo extendido de DC) - Melanie Merkosky como Xneen Novu Legends of Tomorrow - Reina Hardesty como Joss Jackam / Weather Witch - Eileen Pedde como la Presidenta - Raúl Herrera como Sargon the Sorcerer - Marv Wolfman como Marv - Benjamin Diskin como la voz de Beebo - Brec Bassinger como Courtney Whitmore / Stargirl (Tierra-2) - Anjelika Washington como Beth Chapel / Doctor Midnight (Tierra-2) - Yvette Monreal como Yolanda Montez / Wildcat (Tierra-2) - Cameron Gellman como Rick Tyler / Hourman (Tierra-2) - Teagan Croft como Rachel Roth / Raven (Tierra-9) - Anna Diop como Koriand'r / Kory Anders / Starfire (Tierra-9) - Minka Kelly como Dawn Granger / Dove (Tierra-9) - Curran Walters como Jason Todd / Robin (Tierra-9) - Alan Ritchson como Hank Hall / Hawk (Tierra-9) - April Bowlby como Rita Farr (Tierra-21) - Diane Guerrero como Jane (Tierra-21) - Joivan Wade como Victor "Vic" Stone / Cyborg (Tierra-21) - Riley Shanahan como Cliff Steele (Tierra-21) - Matthew Zuk como Larry Trainor (Tierra-21) - Derek Mears como Swamp Thing (Tierra-19) |

## Producción

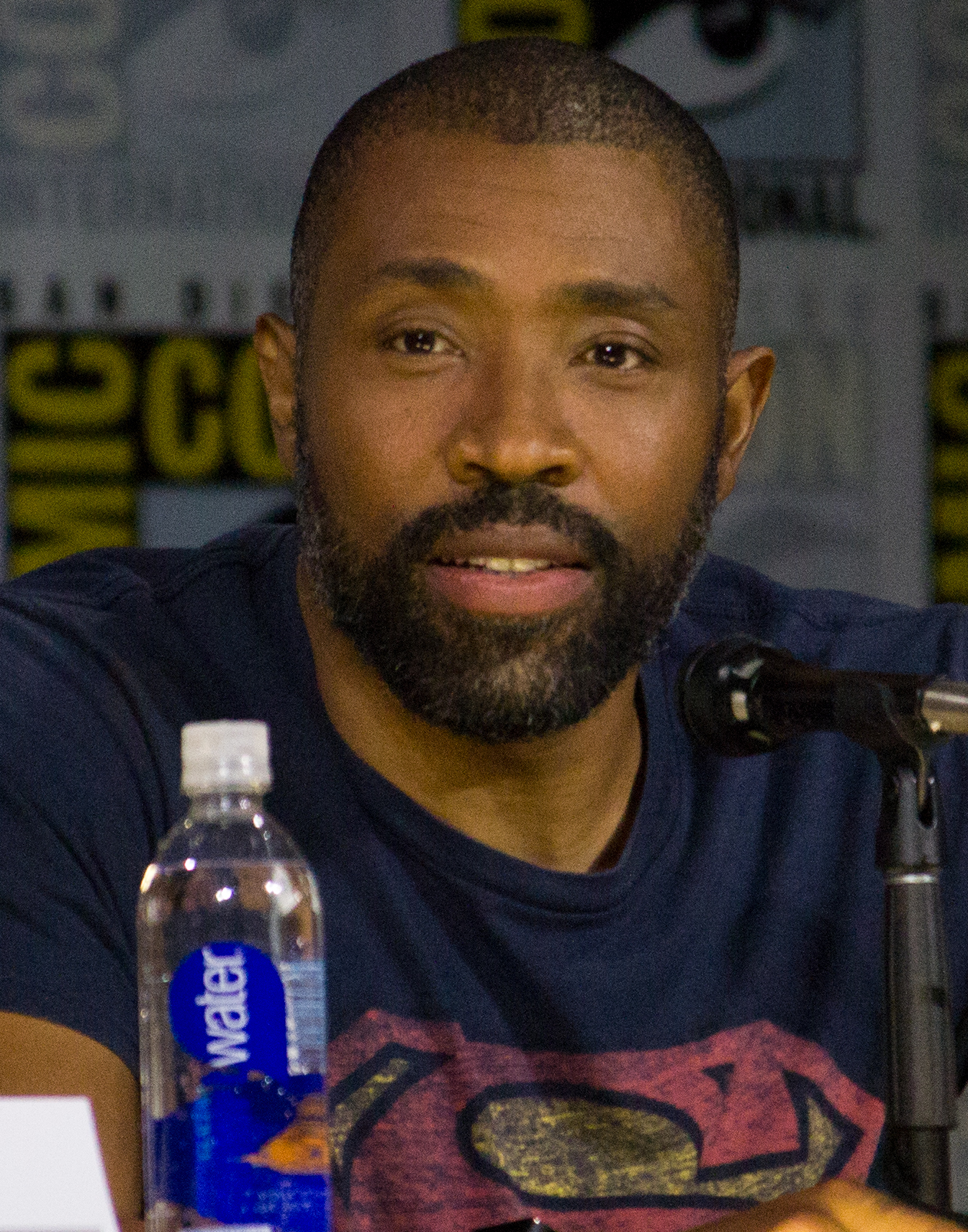
Cress Williams en 2017

### Desarrollo
En septiembre de 2018, tres meses antes del lanzamiento de «Elseworlds», el cruce de la temporada de televisión 2018-19, el productor ejecutivo de Legends of Tomorrow, Phil Klemmer, dijo que «la gente [ya] hablaba» sobre el cruce de 2019, que ya tenía «una forma floja». A principios de diciembre de 2018, una semana antes de la emisión de «Elseworlds», la showrunner de Arrow Beth Schwartz dijo que los productores de todas las series «ya saben mucho sobre lo que sucedería en el cruce del próximo año», mientras que Marc Guggenheim declaró que «Elseworlds» «sentaría las bases» para el cruce de 2019-2020. El final de «Elseworlds» reveló el título del cruce y la premisa como «Crisis on Infinite Earths», adaptando la historia del cómic del mismo nombre. «Elseworlds» presentó a los personajes Mar Novu / Monitor y Psico-Pirata, y aludió a un inminente evento de «crisis». «Crisis on Infinite Earths» se insinuó por primera vez en el Arrowverso en el episodio piloto de The Flash.
En enero de 2019, el showrunner de The Flash, Todd Helbing, dijo que había ciertas cosas que se harían en el resto de la quinta temporada de The Flash al servicio del próximo cruce. En ese momento, Pedowitz calificó el cruce como el «más grande y complicado» hasta la fecha, y confió en que Legends of Tomorrow, que no participó en «Elseworlds» debido a complicaciones de producción, sería parte de «Crisis». Guggenheim señaló que los creadores enfatizaron que no querían que el evento fuera «Crisis en Tierras de The CW», sino que pudiera «tocar tantos hilos del tapiz de DC como fuera posible».
En mayo de 2019, Pedowitz anunció en la presentación inicial de The CW que el cruce incluiría a The Flash, Arrow, Supergirl, Legends of Tomorrow y Batwoman en un evento de cinco episodios, que abarcaría fechas a fines de 2019 y principios de 2020. El cruce ocurrirá en los novenos episodios de la quinta temporada de Supergirl, primera temporada de Batwoman, y sexta temporada de The Flash, en el octavo episodio de la octava temporada de Arrow, y como un episodio especial en la quinta temporada de Legends of Tomorrow; este episodio no se considera el estreno de la temporada de la serie.

### Preparación
En mayo de 2019, los finales de temporada de The Flash, Arrow, Supergirl y Legends of Tomorrow presentaron avances para el próximo cruce, con el Monitor haciendo una aparición en todos los episodios, excepto en The Flash. Eric Wallace, showrunner de la sexta temporada de The Flash, señaló que cuando todos los showrunners de las series discutieron los planes para sus series antes del cruce, «toda esta sinergia comenzó a suceder» con «mucha colaboración cruzada» al servicio de los eventos cruce. Wallace sintió que los temas de «dolor... muerte, y... el fin de todos los mundos» en «Crisis» trabajaron con la historia que estaban tratando de contar con el villano Ramsey Rosso / Bloodwork, «que se está enfrentando al final de su propio mundo». Esto permitió al comienzo de la sexta temporada de The Flash ayudar a configurar el cruce. La mayoría de la octava temporada de Arrow sirve como preludio del cruce. Los escritores de Arrow consultaron con los escritores de The Flash sobre la destrucción de Tierra-2 en «Starling City» para asegurarse de que pudieran destruir esa Tierra. En Supergirl, el co-showrunner Robert Rovner dijo que la temporada presentaría el cruce «de nuestra manera, que es un poco diferente de la forma en que Arrow y The Flash lo están haciendo». También destacó el regreso de Malefic, el hermano de J'onn J'onzz, como un hilo principal de la trama que conduce al cruce. LaMonica Garrett, quien interpreta tanto al Monitor como al Anti-Monitor, dijo que antes del cruce «la presencia del Anti-Monitor se sentiría antes de que lo veas físicamente», y agregó: «Ves lo suficiente de él para saber que este tipo significa negocios, pero no está en tu cara en todas las escenas que conducen al cruce».
Los episodios anteriores de Batwoman y Supergirl presentaron una escena final con Nash Wells obteniendo acceso a la tumba del Monitor y convirtiéndose en Pariah.

### Escritura
Cada parte del cruce fue escrita por los siguientes equipos creativos. El episodio de Supergirl fue escrito por Derek Simon y Jay Faerber con Robert Rovner y Marc Guggenheim contribuyendo a la historia, Don Whitehead y Holly Henderson escribieron el episodio de Batwoman, y Lauren Certo y Sterling Gates escribieron el episodio The Flash, con Eric Wallace concibiendo la historia. El episodio de Arrow fue escrito por Guggenheim y Marv Wolfman, quien escribió el cómic, y el episodio de Legends of Tomorrow fue escrito por Keto Shimizu y Ubah Mohamed. Los guiones de los episodios se completaron a principios de septiembre de 2019.
Guggenheim señaló que el cruce trataría de incorporar «momentos seminales» del cómic, con la apertura del cruce del Arrowverso que también mostraría la destrucción de varios universos paralelos de manera similar a cómo comienza el cómic. Hablando de la muerte de Supergirl y Flash de la historia del cómic, Wallace admitió que los escritores «no pueden matar a todos nuestros números uno en nuestros programas», pero se encontró un equilibrio adecuado para matar a algunos de ellos. Continuó que el objetivo del cruce para él era «aprovechar esa sensación que los lectores en 1985 habrían tenido al leer esa historia, con los cambios tectónicos en el mundo de los cómics» y sintió que el final del cruce era un «cambiador de juego» que «abre un mundo completamente nuevo». Para las escenas ambientadas en Gotham City, la showrunner de Batwoman, Caroline Dries, se aseguró de mantener el tono de la serie, ya que «no es normal que [los personajes de Batwoman] interactúen con extraterrestres y viajen a diferentes universos». La versión del Anti-Monitor que aparece también se inspiró en la aparición del personaje en la historia de The New 52, «Darkseid Wars».
Con la inclusión de Clark Kent y Lois Lane de Smallville en el cruce, exploraría lo que les sucedió a los personajes desde el final de Smallville. Erica Durance, quien interpretó a Lois Lane en la serie, dijo: «Es una pequeña mirada a su futuro y las diferentes elecciones que han hecho para estar juntos. Es un momento de círculo completo que es realmente agradable». Guggenheim señaló que el episodio de Batwoman donde aparecen los personajes fue escrito por antiguos escritores de Smallville. Esto le permitió a Guggenheim «hacerse a un lado y dejar que hablaran hacia dónde se dirigían las cosas. Como fanático del programa, respondió muchas de las preguntas que tenía. Proporcionó mucho cierre, creo, de una manera muy agradable». El material de Smallville en el cruce fue compartido con el cocreador de Smallville, Alfred Gough, antes de que comenzara la filmación. Aparecer como Bruce Wayne en acción en vivo por primera vez le permitió a Kevin Conroy «explorar muchos rincones oscuros» del personaje, de una manera diferente a cuando le dio voz a una versión anterior del personaje en la serie animada Batman del futuro.

### Casting
En julio de 2019 en la San Diego Comic-Con, se anunciaron varios cástines para el cruce. Incluyeron: Tyler Hoechlin repitiendo su papel de Clark Kent / Superman, mientras Brandon Routh, quien interpreta a Ray Palmer / Atom en el Arrowverso, repetiría su papel de Superman de la película Superman Returns (2006), interpretando una versión «más vieja y cansada», inspirada en el Superman de Kingdom Come; Tom Cavanagh interpretaría a Pariah además de Nash Wells y Eobard Thawne / Flash Reverso; Burt Ward, quien interpretó a Dick Grayson / Robin en la serie de televisión Batman de la década de 1960, aparecería en un papel no revelado; Stephen Amell interpreta múltiples versiones de Oliver Queen; Jon Cryer repite su papel como Lex Luthor; y LaMonica Garrett también interpreta al Anti-Monitor además del Monitor. Poco después, también se confirmó que Elizabeth Tulloch repetiría su papel de Lois Lane.
Al mes siguiente, en la Television Critics Association, Pedowitz anunció que aparecerían miembros del elenco de la serie Black Lightning, algo que la estrella del programa Cress Williams insinuó previamente, y que Kevin Conroy aparecería como un Bruce Wayne de edad avanzada, previamente habiendo dado voz al personaje en múltiples medios animados. Conroy «aprovechó» la oportunidad de interpretar al personaje en acción en vivo, sin haberlo hecho previamente. También sintió que sería una oportunidad para satisfacer a la base de fanáticos «leales» de Batman: la serie animada. Guggenheim también reveló que los productores discutieron con DC y Warner Bros. sobre la posibilidad de que Lynda Carter repita su papel de Mujer Maravilla de la serie de televisión, pero sintió que era poco probable que ocurriera.
En septiembre, se confirmó que Johnathon Schaech repetiría su papel como Jonah Hex, y poco después de que John Wesley Shipp fue elegido para un papel no revelado. A mediados de mes, se anunció que Tom Welling y Erica Durance retomarían sus papeles como Clark Kent y Lois Lane, respectivamente, de Smallville. Durance también regresa para repetir su papel del Arrowverso como Alura Zor-El. Michael Rosenbaum, quien interpretó a Lex Luthor en Smallville, reveló que Warner Bros. y los productores se le acercaron para repetir el papel en «Crisis», pero finalmente lo rechazó. Alan Ritchson, quien interpretó a Arthur Curry / Aquaman en Smallville, también fue contactado para repetir su papel en el cruce, pero lo rechazó debido a sus conflictos de programación con la serie Titanes. Más adelante en el mes, Osric Chau fue elegido como Ryan Choi y se confirmó que Ashley Scott repitió su papel como Helena Kyle / Cazadora de la serie Birds of Prey. A principios de octubre, se anunció que Audrey Marie Anderson repetiría su papel de Lyla Michaels, al mismo tiempo que asumió al personaje de Harbinger de los cómics; Lyla utilizó anteriormente «Harbinger» como su nombre en clave de ARGUS. El mismo mes, Stephen Lobo fue elegido como Jim Corrigan. A finales de noviembre, se informó que Brec Bassinger aparecería en el cruce como Courtney Whitmore / Stargirl, antes del lanzamiento de su serie en el servicio de streaming DC Universe más tarde en 2020.

### Filmación
La producción de «Crisis on Infinite Earths» comenzó el 24 de septiembre de 2019. La filmación en la granja de la familia Kent tuvo lugar a finales de mes. La granja había aparecido previamente en el cruce «Elseworlds» y en Smallville. La producción para el episodio Legends of Tomorrow comenzó el 4 de octubre. Williams se tomó un descanso de la filmación de Black Lightning en Atlanta para pasar una semana filmando sus partes del cruce en Vancouver. Jesse Warn dirigió el episodio Supergirl, Laura Belsey dirigió el episodio Batwoman, David McWhirter se desempeñó como director del episodio de The Flash, el episodio del cruce de Arrow fue dirigido por Glen Winter, y el episodio de Legends of Tomorrow por Gregory Smith. La filmación se había completado antes del 8 de noviembre, y todavía faltaban hacer algunas refilmaciones y filmaciones menores.

## Lanzamiento

### Emisión
El cruce comenzará con Supergirl el 8 de diciembre de 2019, continuará con Batwoman el 9 de diciembre y The Flash el 10 de diciembre. «Crisis on Infinite Earths» concluirá con Arrow y Legends of Tomorrow el 14 de enero de 2020.

### Mercadotecnia
El primer avance para el cruce se lanzó el 10 de noviembre de 2019. Boost Mobile sirvió como socio promocional para el evento. El 15 de noviembre, The CW lanzó una serie de avances cortos específicos para los programas. Una semana después, se publicó el póster del evento. El 24 de noviembre de 2019, se lanzó un avance completo.

## Crisis Aftermath
Kevin Smith presentará Crisis Aftermath, un aftershow que se emitirá después del episodio de Supergirl el 8 de diciembre y del episodio de The Flash el 10 de diciembre. El programa «profundizará para explorar» el cruce.